# Máire Ní Scolaí
Máire Ní Scolaí, née le 24 mai 1909 à Dublin et morte le 28 juin 1985, est une chanteuse traditionnelle irlandaise,.

## Biographie
Máire Ní Scolaí naît le 24 mai 1909 à Dublin. Elle est la fille de Michael Scully, un voyageur de commerce et de Mary Scully (née Kavanagh). Elle étudie à la Central Model Schools, où elle apprend l'irlandais grâce à des cours pilotes d'irlandais. Elle approfondit l'étude de l'irlandais au Ring College dans le comté de Waterford. Elle déménage à Galway avec sa sœur Mona et commence à enseigner le chant et la danse irlandaise. Avec le théatre, An Taibhdhearc, Ní Scolaí a joué de nombreux premiers rôles. Dans Diarmaid agus Gráinne, une production de Micheál Mac Liammóir de 1928, elle joue le rôle de Gráinne.
Elle devient connue pour son interprétation de chansons irlandaises traditionnelles et elle chante à plusieurs reprises sur des radios comme 2RN ainsi qu'en France, en Italie, aux États-Unis et au Royaume-Uni. Ní Scolaí étudie pour devenir mezzo-soprano et obtient sa licence au Trinity College of Music, à Londres.
Elle est remarquée comme l'une des rares personnes combinant avec succès musique classique et sean-nós. Elle remporte des prix dans des feiseanna tels que le Feis Chonnacht et le Feis Shligigh, devenant plus tard elle-même juge. Elle reçoit aussi des prix à l'Aonach Tailteann, ainsi qu'à l'Eisteddfod gallois, au mod écossais, au Tynwald mannois, et aux célébrations bretonnes. Elle se produit au Covent Garden et au Queen's Hall à Londres. Elle voyage dans les gaeltachtaí en Irlande pour collecter et sauvegarder des chansons qui auraient autrement été perdues. Cáit Uí Chonláin d'An Spidéal et Labhras "Binn" Ó Cadhla font partie des chanteurs traditionnels qu'elle a collectés. HMV a enregistré et publié ses interprétations de Seacht ndolas na Maighduine Mhuire, Caoineadh na dtrí Muire, et Eibhlín a Rún.
Le 9 septembre 1931, elle épouse Liam Ó Buachalla à l'University Church, St Stephen's Green à Dublin. Elle meurt le 28 juin 1985 et est enterrée à Galway.